# Phasicnecus inversus
Phasicnecus inversus är en fjärilsart som beskrevs av M.Gaede 1927. Phasicnecus inversus ingår i släktet Phasicnecus och familjen Eupterotidae. Inga underarter finns listade i Catalogue of Life.